# Nostra Signora delle Grazie e Santa Maria Goretti

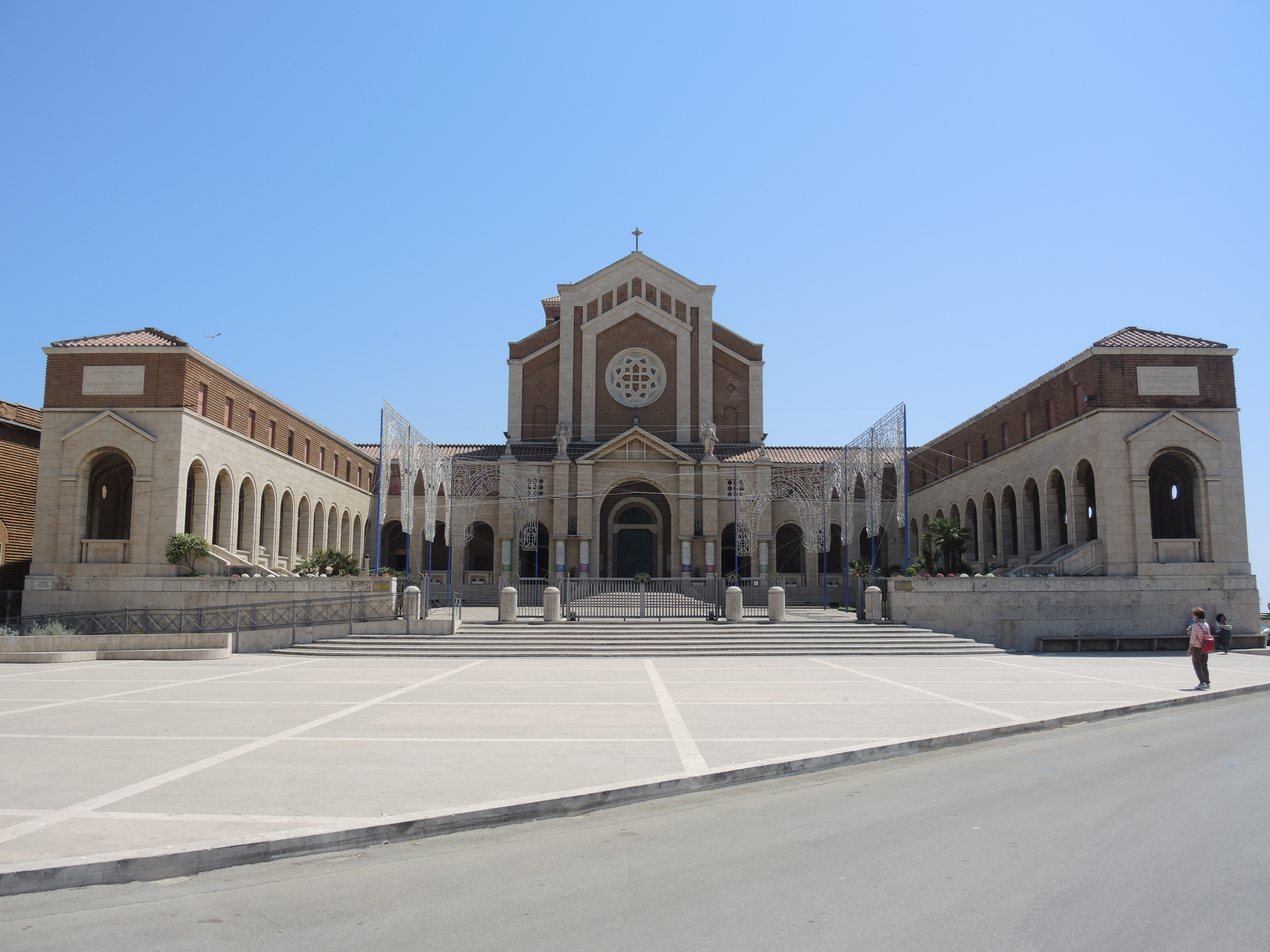
Heiligtum mit Vorhof

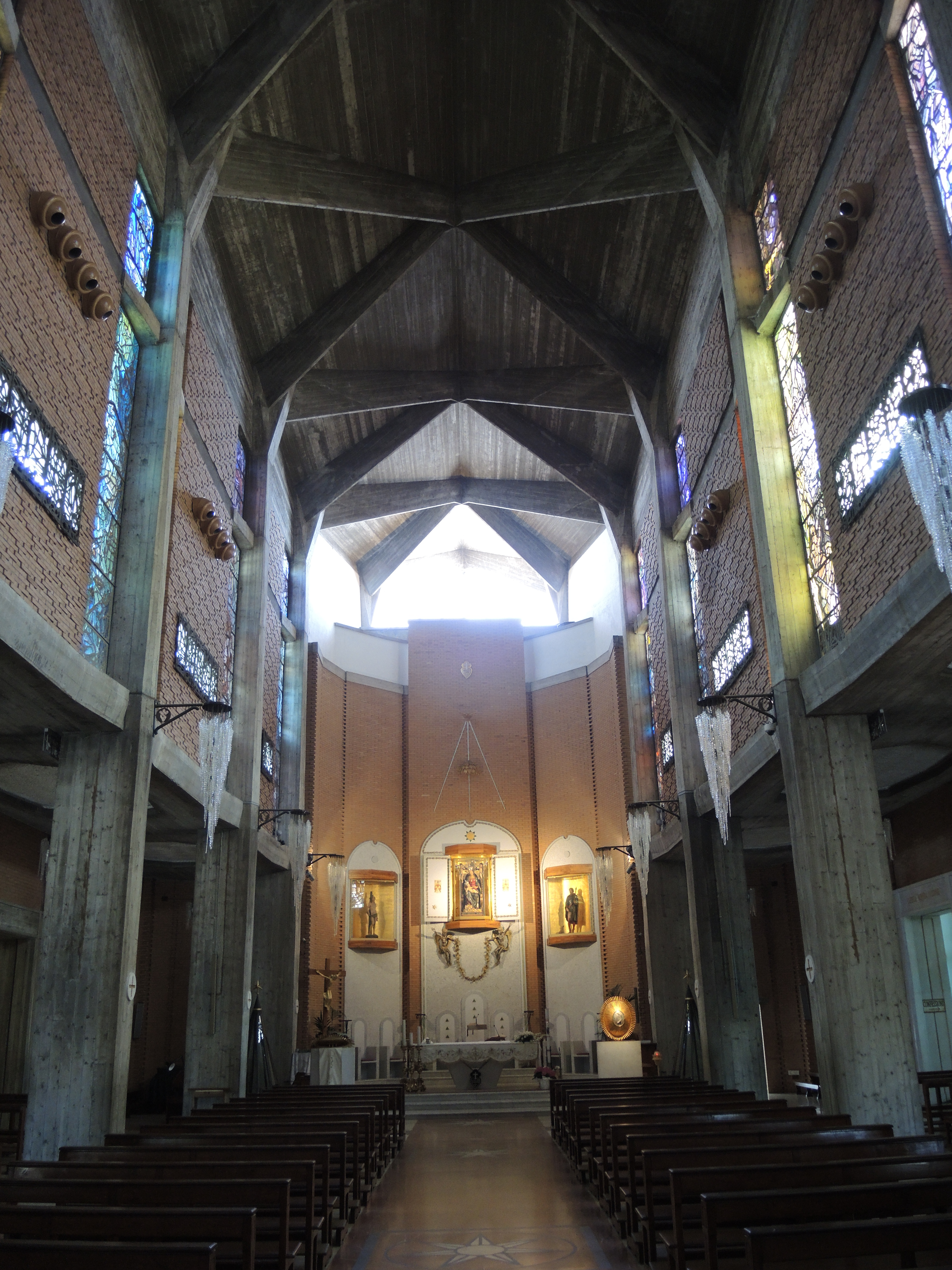
Innenraum mit Blick zum Chor

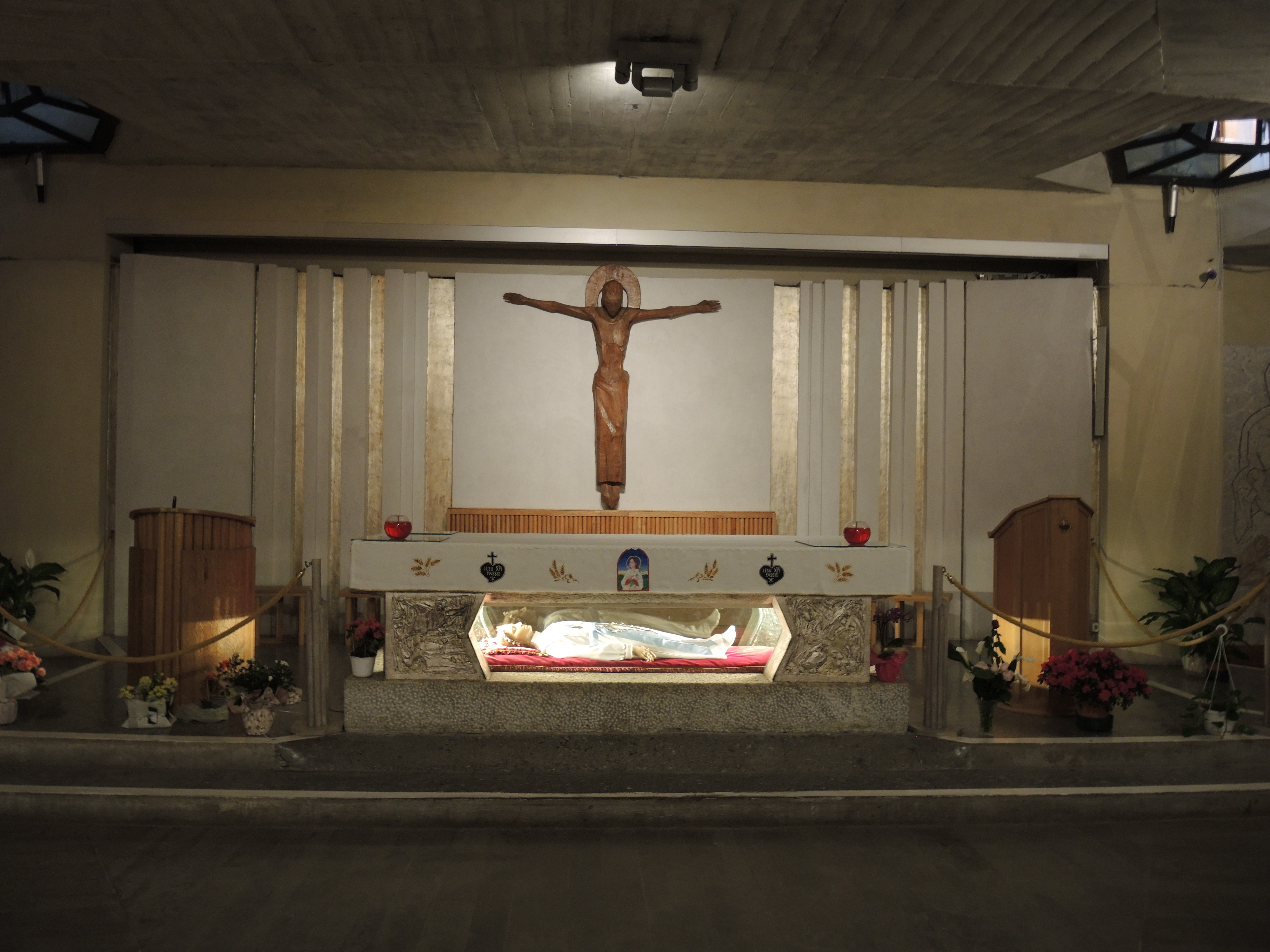
Hl. Maria Goretti

Nostra Signora delle Grazie e Santa Maria Goretti ist eine römisch-katholische Kirche in Nettuno in der italienischen Region Latium. Das Marienheiligtum des Bistums Albano trägt den Titel einer Basilica minor und ist Maria Gnaden und Maria Goretti gewidmet, deren Reliquien hier ausgestellt werden. Die Anlage liegt an der Küste nahe der Mündung des Flusses Loricina und entstand in Bauphasen vom 16. bis zum 20. Jahrhundert.

## Geschichte
Die Kirche stammt ursprünglich aus dem 16. Jahrhundert. In ihr wird die Holzstatue Unserer Lieben Frau der Gnaden aufbewahrt. Nach der Legende kam sie 1550 auf einem Schiff aus England, wo die katholischen Kirchen nach dem anglikanischen Schisma beschlagnahmt und Statuen von Heiligen zerstört wurden. So bestiegen einige Matrosen mit den Statuen Unserer Lieben Frau der Gnaden und anderer Heiliger ein Boot nach Neapel. Bei einem Sturm erreichte das Schiff Nettuno, wo die Marienstatue sowie Heiligenfiguren von Rochus und Sebastian in der damals kleinen Kirche der Annunziata platziert wurden und bis heute erhalten sind.

## Heiligtum
Die direkt am Meer gelegene Kirche ist einer starken Erosion durch Wind und Salz ausgesetzt. Sie erfuhr zwei große Renovierungen in den Jahren 1718 und 1868 und musste von 1904 bis 1905 und von 1908 bis 1914 geschlossen werden, als die Passionistenväter, die 1888 die Betreuung der Wallfahrtskirche übernommen hatten, diese 1914 abrissen und mit finanzieller Unterstützung von Papst Pius X. wieder aufbauten. Sie erhielt eine Krypta, in die die sterblichen Überreste der 1902 verstorbenen Märtyrerin der Reinheit, Maria Goretti, 1929 überführt wurden. Anlässlich der Seligsprechung, die 1947 stattfand, wurden die Überreste von dem Bildhauer Volterrani in eine Wachsstatue komponiert und in der ihr geweihten neuen Kapelle ausgestellt. Der Altar wurde von Arnaldo Brandizzi geschaffen. Ihre Heiligsprechung erfolgte 1950. 1960 wurde die Gestaltung der Veranda des Kirchhofs abgeschlossen. Von 1966 bis 1969 musste die Anlage aus Sicherheitsgründen erneut geschlossen werden. Im August 1970 wurde sie von Papst Paul VI. zur Würde einer Basilica minor erhoben. Die Kirche ist die Synthese historischer Stile und Epochen, die vom 16. Jahrhundert beginnen und bis heute reichen.

## Architektur
Die von Aristide Leonori entworfene dreischiffige Basilika ist in einem neoromanisch-neogotischen Stil gehalten. Das Heiligtum besitzt drei Portale, die aus freitragenden Kupfertüren bestehen. Das zentrale Portal, mit Figuren und Symbolen verziert, umschließt in der Lünette die Madonna mit Kind und Engel in Bronze. Im Inneren befindet sich die Statue der Madonna delle Grazie, ein künstlerisches Holzbildnis über dem Hochaltar.